# Борити
Борити (пол. Boryty, нім. Boritten) — село в Польщі, у гміні Семпополь Бартошицького повіту Вармінсько-Мазурського воєводства.
Населення — 22 особи (2011).

## Демографія
Демографічна структура станом на 31 березня 2011 року:
|          | Загалом | Допрацездатний вік | Працездатний вік | Постпрацездатний вік |
| -------- | ------- | ------------------ | ---------------- | -------------------- |
| Чоловіки | 13      | 1                  | 12               | 0                    |
| Жінки    | 9       | 0                  | 7                | 2                    |
| Разом    | 22      | 1                  | 19               | 2                    |